# French beat
 (mars 2008).
Améliorez-le ou discutez des points à vérifier. 
French Beat désigne la musique beat créée en France pendant les années 1960.
Si aujourd'hui en France cette scène est peu connue, l'hexagone n'a pas échappé à la « British Invasion » quand elle est apparue dans la première moitié des années soixante. À la différence de la majorité des pays, cette musique a davantage existé ici à travers des artistes solo, plus que des groupes. Au niveau stylistique, rien ne sépare le French Beat de son équivalent anglais en dehors de l'usage du français dans les textes. Si les premiers disques sortent dès 1963 - ils sont l'œuvre de la formation pionnière Les Lionceaux - il faut attendre 1965 pour qu'il y ait un réel intérêt pour ce style, avec l'émergence de groupes comme les Problèmes (futurs Charlots) ou encore les Pollux. Enfin, en 1966, le genre connait son apogée avec la consécration du premier album de Jacques Dutronc, essentiellement dans une veine beat en dehors de quelques titres plus variétés comme Les Playboys. 
On ne peut pas considérer le/la French Beat comme une variante de musique yéyé. En effet, si certains artistes associés à ce mouvement ont réalisé des titres beat (Johnny Hallyday par exemple), la plupart de ces groupes et artistes avaient une posture autre, écrivant même souvent leurs propres morceaux. En dehors de quelques figures comme Jacques Dutronc, Antoine et dans une moindre mesure Ronnie Bird ou Noël Deschamps, peu d'artistes ou groupes ont connu avec le French Beat un vrai succès public en France, n'arrivant pas à s'imposer face aux artistes yéyé d'une part et aux groupes anglo-saxons de l'autre. Aujourd'hui, le style perdure encore avec des groupes tels que les Terribles de Paris, Sheetah et les Weissmuller à Lille et bien-sûr les inoxydables  Playboys de Nice.
Artistes ayant réalisé des titres French Beat
- Johnny Hallyday (Psychédélic)
- Eddy Mitchell (Si tu n'étais pas mon frère)
- Michel Polnareff (Time will tell, Ne me marchez pas sur les pieds)
- Antoine (Les Élucubrations d'Antoine)
- Erick Saint-Laurent (Le temps d'y penser)
- Ronnie Bird (l'essentiel de sa discographie)
- Noël Deschamps (Curieux Docteur, Pour le pied)
- Cleo
- Jacques Dutronc (l'essentiel de son premier album, une partie du second, et quelques titres par la suite comme Le responsable, À la queue les Yvelines)

Groupes ayant réalisé des titres French Beat
- Les Lionceaux (l'essentiel de leur discographie)
- les 5 Gentlemen (l'essentiel de leur discographie)
- les Problèmes (l'essentiel de la discographie des Charlots)
- les Sunlights (C'est fini, I need you, Gadget Suspect)
- les Boots (l'essentiel de leur discographie)
- les Gypsys
- les Somethings
- les Pollux
- Les Playboys
- The Rebels of Tijuana (J'adore ce Flic, Ma Jaguar)
- Sheetah et les Weissmuller